# Pucak
Pucak je naselje u Hrvatskoj u sastavu općine Skrada. Nalazi se u Primorsko-goranskoj županiji.

## Zemljopis
Zapadno je Donji Ložac, sjeverozapadno je Zakrajc Brodski, sjeveroistočno je Gorica Skradska, jugoistočno su Tusti Vrh, Planina Skradska i Skrad.

## Stanovništvo
| broj stanovnika | 46    | 47    | 40    | 40    | 31    | 38    | 25    | 29    | 33    | 29    | 28    | 24    | 17    | 8     | 5     | 1     | 1     |
|                 | 1857. | 1869. | 1880. | 1890. | 1900. | 1910. | 1921. | 1931. | 1948. | 1953. | 1961. | 1971. | 1981. | 1991. | 2001. | 2011. | 2021. |